# Adolf Frey

Adolf Frey um 1914

Adolf Frey (* 18. Februar 1855 in Küttigen; † 12. Februar 1920 in Zürich) war ein Schweizer Schriftsteller und Literaturhistoriker.

## Leben
Der Sohn des Volksschriftstellers Jakob Frey (1825–1875) studierte Germanistik und promovierte 1878 an der Universität Bern über Albrecht von Haller. Nach Aufenthalten in Berlin und Leipzig kam er 1882 als Deutschlehrer an die Alte Kantonsschule Aarau. Hier zählten unter anderem Albert Einstein  und Frank Wedekind zu seinen Schülern. 1883 heiratete er die deutsche Historikerin Lina Beger (1853–1942). 1898 wurde er Professor für deutsche Literatur an der Universität Zürich als Nachfolger Jakob Baechtolds. Dem einzigen Schweizer Literaturnobelpreisträger, Carl Spitteler, war er freundschaftlich verbunden. Adolf Frey starb sechs Tage vor seinem 65. Geburtstag an einem Krebsleiden. 
Seine wissenschaftlichen Schriften widmete er vorwiegend der Schweizer Literatur, besonders seinen Vorbildern Gottfried Keller und Conrad Ferdinand Meyer. Daneben gab er Werke schweizerischer Dichter wie Salomon Gessner oder Johann Gaudenz von Salis-Seewis heraus und verfasste Gedichte, patriotische Festspiele und Romane im Stil des bürgerlichen Realismus.
Adolf Frey liess sich von Ernst Würtenberger porträtieren.
Die Abdankungsfeier fand am 14. Februar 1920 in der Kirche St. Peter in Zürich statt. Adolf Keller hielt die Ansprache und Freys Schüler und Freund Emil Ermatinger sprach im Namen der Universität Zürich.
Sein Bruder war der spätere Nationalrat Alfred Frey.

## Werke (Auswahl)
- Albrecht von Haller und seine Bedeutung für die Deutsche Literatur. Hermann Haessel, Leipzig 1879.
- Schweizersagen. Dürr, Leipzig 1881; 2. Auflage 1921.
- J. Gaudenz von Salis-Seewis. Huber, Frauenfeld 1889.
- Duss und underm Rafe: Füfzg Schwizerliedli. J. Huber, Frauenfeld 1891; 2. Auflage 1899; 3. Auflage 1921.
- Erinnerungen an Gottfried Keller. Haessel, Leipzig 1892; Rotapfel, Zürich 1979, ISBN 3-85867-095-2.
- Totentanz. Sauerländer, Aarau 1895.
- Conrad Ferdinand Meyer. Sein Leben und seine Werke. Cotta, Stuttgart 1900; 4., ergänzte Auflage 1925.
- Arnold Böcklin. Nach den Erinnerungen seiner Zürcher Freunde. Stuttgart 1903
- Die Jungfer von Wattenwil. Historischer Schweizerroman. Cotta, Stuttgart 1912.
- Schweizer Dichter. Quelle & Meyer, Leipzig 1914.
- Blumen. Ritornelle. Rascher, Zürich 1916.
- Briefe Albert Weltis. 2 Bände. Rascher, Zürich 1916 und Haessel, Leipzig 1920 (als Hrsg., Einleitung).
- Bernhard Hirzel. Zürcher Roman. Rascher, Zürich 1918.
- Stundenschläge. Letzte Gedichte. Haessel, Leipzig 1920.
- Aus versunkenen Gärten. Ritornelle. Bilder von Ernst Kreidolf. Rotapfel, Erlenbach 1932.
- Aus Literatur und Kunst. Unveröffentlichtes oder Unzugängliches aus dem Werk. Hrsg. v. Lina Frey-Beger. Huber, Frauenfeld 1932.

Von Friedrich Niggli wurden u. a. die Gedichte Nachklang, Der Säer, Die Einsame, Die Hilfreiche, Nach dem Regen, Am Brünnlein, Edelweiss und Vale vertont, von Gottfried Bohnenblust das Gedicht Heimliche Liebe.